# Йоганн Петер Фальк
Йоганн (Юхан) Петер Фальк (швед. Johan Peter Falck, 20 січня 1732-12 квітня 1774) — шведський мандрівник та натураліст (в першу чергу ботанік), дослідник природи Росії, один з «апостолів Ліннея».

## Біографія
Народився у Швеції (швед. Kockstorp, Västergötland) у 1732 (у деяких джерелах вказані інші роки народження Фалька - 1725, 1727 та 1733 роки).
У 1751 поступив в Уппсальський університет, де вивчав ботаніку під керівництвом Карла Ліннея. За дорученням Ліннея Фальк став наставником його синові - Карлу Ліннею молодшому. Закінчив курс в Уппсальському університеті зі ступенем доктора медицини.
У 1760 Лінней планував відправити Фалька у нідерландську експедицію разом із іншим своїм учнем, Пером Форссколем, однак кандидатура Фалька нідерландцями не була затверджена.
Завдяки рекомендації Ліннея він був прийнятий у Російську Імператорську Академію наук і мистецтв та призначений на посаду управителя (директора) Аптекарського городу (1765).
Фальк — один з «апостолів Ліннея», як називають учнів великого шведського натураліста Карла Ліннея (1707-1778), які брали участь в експедиціях у різних частинах світу, діючи за планами і виконуючи завдання свого вчителя, надсилали йому насіння рослин, а також гербарні та зоологічні зразки. У 1768 році він брав участь в Академічній експедиції (1768-1774), спорядженій академією у Східну Росію, під керівництвом Георгі. Протягом шести років Фальк зібрав багато матеріалів, що стосуються, головним чином, флори приуральских степів та побуту киргизів.
Під час подорожей по Росії Фальк пристрастився до опіуму.
Навесні 1774 під час перебування у Казані під час нападу депресії він застрелився.
Цінні наукові матеріали, що залишилися після Фалька, були зібрані Й. Георгі та Лаксманом і видані при Академії наук німецькою мовою, з малюнками та картами (1785—1786).

## Наукові праці
- Beyträge zur topographischen Kenntniss des Russischen Reichs. St. Petersburg: gedruckt bey der Kayserl. Akademie der Wissenschaften, 1785—1786. Томи 1—3.

## Рослини, названі на честь Фалька
- Falckia Thunb. (родина Березкові)